# Обеспыливатель центробежный
Устаревшее название — виндзихер.
Обеспыливатель центробежный (англ. centrifugal deduster; нем. zentrifugal Entstauber m) — цилиндрически-конический аппарат для удаления пыли (частичек до 0,5 мм) из угля влажностью не более 6-7 %.
Исходный уголь приводится к зависшему состоянию центробежными силами, благодаря которым происходит осаждение крупных частичек. Циркулирующим воздушным потоком, получаемым от вращения вентиляторного колеса, более мелкие частички направляются в зону пылевыделения, откуда пыль выгружается через конусный сборник.
Центробежные обеспыливатели применяются на угольных шахтах с небольшой влажностью угля.